# Codex Labs
 (février 2025).
Codex Labs est une société de biotechnologie végétale basée dans la Silicon Valley, en Californie, qui se concentre sur de nouvelles solutions peau-intestin-cerveau-biome pour les affections cutanées (acné, eczéma, rosacée et psoriasis). L'entreprise développe des traitements topiques et des produits à ingérer de nouvelle génération, cliniquement prouvés, pour les dermatologues intégratifs et les naturopathes, sur la base de nouvelles biotechnologies et d'actifs botaniques. Les devises de Codex Labs incluent “Une peau saine commence de l'intérieur” et “Nous restaurons la peau.” pour souligner la nécessité de combiner les produits ingérables avec les traitements afin d'obtenir des résultats optimaux.

## Histoire
Codex Labs a été fondé par Barbara Paldus en 2018 dans le but de développer des produits de soins sans phénoxyéthanol qui préservent le microbiome naturel de la peau,,,. À ses débuts, Codex Labs a acquis la société irlandaise de soins de la peau Bia Beauty et s'est associée au laboratoire français Eurofins Dermscan de Lyon pour mener des expérimentations et des essais cliniques. Elle s'est également associée à MyMicrobiome pour certifier tous ses produits de soins de la peau comme étant favorables aux microbiomes. Codex a lancé ses premiers produits de soins pour la peau en 2019 et ses premiers compléments alimentaires en 2023.
En 2019, l'entreprise a développé et breveté son système PreservX, un nouveau conservateur à base de ferments biotechnologiques qui soutient le microbiome naturel de la peau,. Il s'agit d'une combinaison de quatre ingrédients comestibles désignés comme GRAS (Generally Recognized As Safe) par la FDA : acides organiques comestibles, ferment lactobacillus, huile/ferment de noix de coco et propanediol biotechnologique,,.
Plus tard dans l'année, Codex Labs a lancé la collection Bia, certifiée MyMicrobiome, qui met l'accent sur l'hydratation en profondeur, la rétention d'eau et le renouvellement des couches de peau sèche. Le brevet BiaComplex a été déposé en 2020,.  
Codex Labs a lancé les premiers savons à froid  végans certifiés MyMicrobiome pour le visage et le corps en 2021 et des sels de bain apaisants pour la peau en 2022.
Codex Labs a mis à jour le BiaComplex avec des extraits de cellules souches de plantes biotechnologiques en 2024 et a lancé une lotion de soulagement de l'eczéma en vente libre en 2025.
La collection Antü, lancée en 2020 et également certifiée MyMicrobiome, s'est concentrée sur la protection et le renforcement de la barrière cutanée contre l'exposome, la redensification de l'épiderme et l'atténuation des dommages causés par les UV. Les brevets AntuComplex et skin protective ont été déposés en 2021.
La collection Shaant, lancée en 2022 (cosmétique) et 2023 (OTC), contrôle la sécrétion de sébum, réduit les rougeurs et atténue l'inflammasome de l'acné pour les peaux sujettes à l'acné. Les gommages pour le visage et le corps Shaant ont été les premiers produits contre l'acné en vente libre sur le marché à être certifiés MyMicrobiome. Le brevet ShaantComplex a été déposé en 2022,.
Codex Labs a lancé ses trois premiers compléments en 2023. Ceux-ci incluent le probiotique Shaant Clearskin pour la gestion générale de l'acné et le supplément Shaant herbal Skin De-Stress pour l'acné hormonale féminine.
Le brevet du probiotique Shaant a été délivré en 2025. Le supplément Antu Skin Barrier a été développé pour les peaux irritées ou enflammées afin de réparer et de renforcer l'intégrité de la barrière cutanée tout en améliorant la fonction intestinale. En 2025, l'entreprise a commencé à tester son premier parfum fonctionnel (Cocoon) en Europe pour la modulation de l'humeur et la réduction du stress,. Le stress est un facteur bien connu d'aggravation des problèmes de peau. Cocoon et les sels de bain représentent l'inscription de Codex Labs dans le domaine de la psychodermatologie.
En 2022, la National Eczema Association a approuvé les produits de Codex Labs pour les personnes souffrant d'eczéma. Les produits de Codex Labs ont également été approuvés par la National Psoriasis Foundation en 2022 en tant que produits sans irritation et sans danger pour les peaux sensibles souffrant de psoriasis.

## Produits
La gamme de produits brevetés de Codex Labs inclut,: 
- BIA : sécheresse de la peau, démangeaisons, desquamation et eczéma (dermatite atopique).
- ANTÜ : rougeurs, irritation, inflammation, protection de la barrière cutanée et psoriasis ou rosacée.
- SHAANT : excès de sébum, pores obstrués, rougeurs et acné inflammatoire ou hormonale.

En plus des produits de soins de la peau, l'entreprise a développé des compléments alimentaires pour traiter l'intégrité de la barrière intestinale, la fonction des muqueuses, l'inflammation et l'équilibre du microbiome. Tous les produits sont testés cliniquement, respectueux du microbiome et certifiés végétaliens, sans cruauté et durables,,.  